# Harold Davenport
Harold Davenport   (Huncoat, 30 d'octubre de 1907 - Cambridge, 9 de juny de 1969) va ser un matemàtic anglès.

## Vida i Obra
Davenport va fer els estudis secundaris a l'institut d'Accrington (Lancashire) i el 1924 va obtenir dues beques per estudiar a la universitat de Manchester. La seva intenció inicial era estudiar matemàtiques i química, però finalment va optar per les primeres. El 1927 es va graduar a Manchester i va continuar els seus estudis al Trinity College de la universitat de Cambridge, on va fer recerca sota la direcció de Littlewood i va ser fellow del Trinity College a partir de 1932 fins al 1937 quan va acceptar una plaça docent a la universitat de Manchester, on va iniciar la seva col·laboració amb Louis Mordell. El 1941 va ser nomenat professor de matemàtiques del University College North Walles (actual universitat de Bangor) en la qual va conèixer, Anne Lofthouse, una filòloga amb qui es va casar el 1944. El 1945, en acabar la Segona Guerra Mundial, va passar a ser professor del University College de Londres, en el qual va romandre fins al 1958, quan va ser nomenat per ocupar la Càtedra Rouse Ball de Matemàtiques a la universitat de Cambridge, càrrec que va ocupar fins a la seva mort el 1969.
El camp de treball de Davenport va ser la teoria de nombres i, especialment, en camps connexes a la teoria multiplicativa de nombres, com les sèries, la geometria dels nombres i les equacions diofàntiques. Va publicar tres llibres importants: The higher arithmetic (1952), Analytic methods for Diophantine equations and Diophantine inequalities (1962) i Multiplicative number theory (1967), a més de dos centenars d'articles científics i el 1977 els seus deixebles van editar les seves Obres Escollides en quatre volums. Entre les seves aportacions més importants es troben diversos teoremes que porten el seu nom, el desmentiment de la conjectura de Littlewood i l'obtenció de teories abstractes per resoldre problemes.
A més de les seves recerques científiques, Davenport va ser un treballador incansable per la Societat Matemàtica de Londres, de la qual va arribar a ser president el bienni 1957-1959.